# Neoleprea japonica
Neoleprea japonica är en ringmaskart som beskrevs av Hessle 1917. Neoleprea japonica ingår i släktet Neoleprea och familjen Terebellidae. Inga underarter finns listade i Catalogue of Life.